# Yoko Kagabu
Yoko Kagabu, (japanska: 利部陽子?, Kagabu Yōko), född 28 oktober 1960 i Akita, är en japansk före detta volleybollspelare.
Kagabu blev olympisk bronsmedaljör i volleyboll vid sommarspelen 1984 i Los Angeles.